# Guardians of the Galaxy – Mission: Breakout!
Guardians of the Galaxy – Mission: Breakout! est une attraction de type parcours scénique et tour de chute présente au parc Disney California Adventure (Anaheim, États-Unis). Ouverte officiellement le 27 mai 2017, Mission: Breakout est une version rethématisée de la traditionnelle The Twilight Zone Tower of Terror. Au lieu de s'inspirer de la série La Quatrième Dimension, elle est basée sur l'univers des Gardiens de la Galaxie,.

## Développement
Annoncée lors de la San Diego Comic-Con en 2016, l'attraction remplace The Twilight Zone Tower of Terror, qui ferme le 3 janvier 2017,,,. Elle est la première attraction Disney basée sur une franchise Marvel aux États-Unis,,. Le 23 juillet 2016, le Los Angeles Times se fait l'écho de l'indignation des fans sur les médias sociaux à la suite de l'annonce de la transformation. Le 29 juillet 2016, le journal Orange County Register explique en quoi la transformation de Tower of Terror en Guardians of the Galaxy – Mission: Breakout! a du sens. Parmi les raisons, le journal explique que Disney a déjà construit une Tower of Terror sans le thème de la Quatrième dimension (The Twilight Zone) à Tokyo DisneySea et qu'il a besoin d'ouvrir des attractions sur ses licences Marvel. Le 31 août 2016, Disney annonce la fermeture de la Tower of Terror, le 2 janvier 2017 pour une transformation,. Le 3 octobre 2016,Disney dévoile des images et des détails de la future attraction, l'édifice étant la forteresse du Collectionneur,.
Les acteurs principaux des films Gardiens de la Galaxie reprennent leur rôles,. En raison d'un contrat de 1994 entre Marvel et Universal Parks & Resorts, pré-datant de l'achat 2009 par la Walt Disney Company de Marvel Entertainment, le nom et le logo Marvel n'ont pas pu être utilisés dans le titre ou la campagne publicitaire de l'attraction. James Gunn a réalisé toutes les scènes impliquant le casting.
Le 15 février 2017, Disney California Adventure annonce l'ouverture de l'attraction Guardians of the Galaxy – Mission: Breakout! pour le 27 mai 2017, quelques jours après la sortie le 5 mai du film Les Gardiens de la Galaxie Vol. 2,.

### Bande-son
Tyler Bates, compositeur des films Les Gardiens de la Galaxie, a composé une bande-son pour la file d'attente de l'attraction. L'attraction dispose également de six chansons pour les six chutes différentes, dont certaines ont été suggérées par James Gunn,.
- Hit Me With Your Best Shot de Pat Benatar
- Give Up the Funk (Tear the Roof Off the Sucker) par Parliament
- Born to Be Wild par Steppenwolf
- I Want You Back par les Jackson Five
- Free Ride par The Edgar Winter Group
- Burning Love de Elvis Presley

### Distribution
- Chris Pratt : Star-Lord
- Zoe Saldana : Gamora
- Dave Bautista : Drax le Destructeur
- Vin Diesel : Groot (voix)
- Bradley Cooper : Rocket Raccoon (voix)[21]
- Benicio del Toro : le Collectionneur
- Pom Klementieff : Mantis[24]
- Stan Lee : lui-même[25]

## Synopsis
L'attraction se situe dans la forteresse du Collectionneur, appelée Tivan Collection. Le Collectionneur y expose ses récentes acquisitions dans différents présentoirs vitrés. Cependant, Rocket est parvenu à s'échapper de son présentoir et sollicite l'aide des visiteurs. Ces derniers embarquent dans un ascenseur pour tenter d'aider Rocket à libérer les autres Gardiens.

## L'attraction

### File d'attente etpre-show
Les invités entrent dans l'étage principal qui ressemble à l'intérieur des archives du Collectionneur. L'archive elle-même abrite un certain nombre d'artefacts interactifs. Une vidéo joue sur la boucle du Collectionneur et son nouvel assistant révélant qu'ils ont un nouvel ajout à la Tivan Collection, les Gardiens de la Galaxie eux-mêmes. Il est révélé par leur plaisanterie que les Gardiens, en particulier Peter, ont été trompés d'être venus visiter, car ils pensaient qu'ils allaient visiter une nouvelle installation. Bien que cela ne soit pas dit, il est implicite que le Collectionneur fait cela comme une vengeance pour avoir détruit ses archives dans le premier film. Le Collectionneur a ses vitrines électrifiées afin que l'équipe ne puisse pas s'échapper mais Rocket est toujours déterminé à sortir. Le Collectionneur révèle aux invités qu'ils peuvent accéder à l'installation en raison de leur codage dans le système, et tout ce qu'ils doivent faire est de lever la main.
Ensuite, les invités sont dirigés vers le bureau du Collectionneur où une autre vidéo de lui-même commence à jouer. Soudainement, Rocket, en tant qu'audio-animatronic entre dans la pièce par un évent et détourne la vidéo pour expliquer son plan de sauvetage à ses amis. Les invités utiliseront leurs passes d'accès pour pénétrer dans l'ascenseur tandis que Rocket monte au sommet pour faire sauter le générateur afin que les Gardiens ainsi que les autres créatures de la collection puissent s'échapper.
Les Gardiens se réuniront alors avec Mantis pour qu'ils puissent s'échapper.

### Les archives du Collectionneur
Dans la file d'attente, les visiteurs peuvent prendre connaissance de nombreux objets présents dans les archives du Collectionneur. Divers éléments non seulement des Gardiens de la Galaxie, mais aussi du reste de l'univers Marvel sont présents, y compris :
- une sentinelle de l'armée d'Ultron, avec des yeux clairs qui clignotent de temps en temps ;
- Cosmo ;
- un uniforme de la Nova Corps ;
- le cocon d'Adam Warlock ;
- l'Œil d'Agamotto ;
- le Stormbreaker (marteau de Beta Ray Bill) ;
- des artéfacts de l'Atlantide.

### Les chutes
Une fois que les invités sont assis dans l'ascenseur, Rocket débranche le système et insère le baladeur de Peter en commençant l'une des chansons listées ci-dessus. Le trajet monte jusqu'à la salle des générateurs où Rocket le lance en libérant l'équipe. Au fur et à mesure du trajet, les invités verront Peter et Gamora être poursuivis par des robots de sentinelle et Drax sauter sur une Bête de Jotunheim en la frappant au visage. L'ascenseur continue de monter avant de redescendre pour montrer aux Gardiens réunis avec Cosmo. Les Gardiens remercient les invités, mais à mesure que l'ascenseur se réinitialise, Drax s'entend se demander pourquoi ils devraient remercier les invités car tout ce qu'ils ont fait était de s'asseoir.

### Monsters After Dark
En août 2017, Disneyland Resort a annoncé que l'attraction recevrait une nouvelle expérience pendant la saison d'Halloween nommée "Guardians of the Galaxy - Monsters After Dark" du 15 septembre au 31 octobre 2017. Cette version est enclenchée uniquement le soir (ainsi, les visiteurs peuvent faire l'attraction normale le jour, et cette nouvelle version le soir).
Le décor reste inchangé, seuls les effets lumineux et sonores de la file d'attente, du préshow et du show principal ont été reprogrammés pour l'occasion. Un nouvel éclairage de nuit de la façade de la forteresse est également visible, rendant un aspect "détraqué" à ses infrastructures. Des alarmes sont audibles dans la file d'attente et à l'extérieur du bâtiment pour prévenir un danger : celui de l'évasion des monstres enfermés jusqu'alors dans la forteresse du Collectionneur.
A l'entrée, un simple panneau est mis en place par les Cast Members lorsque cette version est enclenchée pour avertir les visiteurs de cette nouvelle expérience : "Générateur en panne - Cages ouvertes - Créatures égarées - Entrez à vos risques et périls". En effet, l'histoire de Monsters After Dark a lieu chronologiquement après les événements de Mission Breakout! : les Gardiens, en s'enfuyant grâce à l'aide des visiteurs, ont accidentellement laissé derrière-eux Groot. Rocket décide donc de retourner dans la forteresse afin de pouvoir trouver et sauver Groot. Cependant, lors de Mission Breakout!, le générateur qui alimentait les portes des cages des différents monstres a été détruit par Rocket lui-même afin de libérer les Gardiens : les monstres se sont donc échappés, rendant la tâche de Rocket plus difficile, les visiteurs ont donc pour mission de les distraire.
Une des créatures de Monsters After Dark est le dragon de feu de Surtur, qui apparaîtra également dans le prochain Thor: Ragnarok. La bande son de cette version de l'attraction (identique pour chaque ascenseur cette fois-ci) a été composée spécialement pour l'occasion par Tyler Bates.

## Fait divers
Le 6 avril 2017, un ouvrier du bâtiment a subi une légère blessure au genou tout en travaillant sur l'attraction. L'ouvrier a été descendu par un harnais et secouru par les pompiers.